# Gnahoré Jimmy
 (juin 2019).
Si vous disposez d'ouvrages ou d'articles de référence ou si vous connaissez des sites web de qualité traitant du thème abordé ici, merci de compléter l'article en donnant les références utiles à sa vérifiabilité et en les liant à la section « Notes et références ».
Gnahoré Jimmy, surnommé Doblé, est le nom de scène de Gnaoré Tety Guy Arsène, musicien et chanteur ivoirien né le 10 février 1958 à Labazubia (département d'Issia) et mort le 19 août 1996,.

## Biographie
Gnahoré Jimmy fredonne ses premiers refrains dans les années 1980 à Ahizé au Club de Yao Hélène, dite Yao Yohou.. Cette activité musicale le mène vers l'animation de cérémonies funéraires. Ses détracteurs sont alors convaincus que l'artiste pleure les revenants qui, en guise de récompense, lui offrent le fétiche pour subjuguer ses admirateurs. Il répond à cet égard à travers son morceau Azigbo issu de l'album du même nom : « Non vous vous trompez. Je tiens mon art de mon père Zounougbo Gnaoré Alphonse et de mon oncle feu Srolou Gabriel » (lui-même musicien et inventeur du Tohourou).
Au cours d'une tournée au pays Nyabwa en 1988, il découvre le Polihet, une danse provenant du patrimoine de ce pays, au centre ouest de la Côte d'Ivoire. Il abandonne alors la musique moderne pour s'investir dans la tradition. Le Polihet, né en 1989 au Bomanin sous la houlette de ses managers Arsène Douoh et Martin Fallet Lago, franchit les frontières du village pour se sédentariser en ville sous une autre coloration.
Gnahoré Jimmy avait pris ses quartiers dans la cité populaire de Yopougon à Abidjan, au Bar Étoile devenu le ‘’temple du Polihet’’.
Gnahoré Jimmy meurt le 19 août 1996 dans sa 38e année des suites d'une longue maladie.
En décembre 2016, son frère Gnaoré Camille organise une série de spectacles en l'honneur de Gnahoré Jimmy.

## Œuvre
Gnahoré Jimmy se réapproprie le Polihet, un genre musical et chorégraphique nourri aux sonorités et à la gestuelle traditionnelles du sud-ouest ivoirien, À l'origine, le Polihet était considéré comme une danse tonique s'exécutant au clair de lune en pays Nyabwa en vue de se remonter après les dures épreuves quotidiennes. Le Polihet était pratiqué à toutes les occasions, notamment dans les cérémonies funéraires, les baptêmes ou les mariages. C'est sous cette forme que Gnahore Jimmy le met en valeur à travers des thèmes marquants comme l'amour, la haine, la mort, la paix.
Une polémique persiste quant à l'inventeur original du Polihet, le chanteur Nahounou Paulin clamant également ce titre. À la suite de sa mort, aucun artiste ne se réapproprie le Polihet, menant à sa dépréciation dans la culture populaire.

## Discographie
- 1989 : Dissahouan
- 1990 : Nouveau-Deux
- 1991 : Azigbo
- 1992 : Polihet Calé
- 1994 : Défi
- 1995 : Polihet Virage
- 1996 : Le testament
- 1996 : Adieu